# Антоненко Олександр Сергійович
Олекса́ндр Сергі́йович Анто́ненко (нар. 29 грудня 1978, Коростень) — український футболіст, який грав на позиції нападника. Відомий за виступами у складі низки українських команд, у тому числі у складі команд вищої української ліги «Іллічівець» та «Оболонь». Срібний призер літньої Універсіади 2001 року в складі української збірної. По закінченні виступів на футбольних полях — український футбольний тренер.

## Клубна кар'єра
Олександр Антоненко народився в Коростені, та розпочав займатися футболом у місцевій ДЮСШ. У 1997 році Антоненко дебютував у професійному футболі в команді другої української ліги «Папірник» з Малина, в якому виступав протягом одного сезону. На початку 2000 року Олександр Антоненко стає гравцем іншої команди другої ліги «Система-Борекс» з Бородянки, у складі якої за підсумками сезону 2001—2002 років здобуває путівку до першої ліги, одночасно стає кращим бомбардиром групового турніру другої ліги. Наступний сезон футболіст уже грає в першій лізі за бородянську команду, паралельно також грав за її фарм-клуб у другій лізі «Система-КХП». На початку 2004 року Антоненко стає гравцем команди вищої української ліги «Іллічівець», проте в складі команди за два роки зіграв лише 7 матчів, переважно граючи за другу команду клубу в другій лізі.
На початку 2007 року Олександр Антоненко став гравцем команди першої ліги «Оболонь» з Києва. У складі команди в сезоні 2008—2009 років стає срібним призером турніру першої ліги, та здобуває путівку до Прем'єр-ліги. Щоправда, у складі «Оболоні» вже в найвищому українському дивізіоні Антоненко зіграв лише 6 матчів, та з початку 2010 року перейшов до складу команди першої ліги «Арсенал» з Білої Церкви. У складі білоцерківського клубу Антоненко грав до початку сезону 2011—2012 років, після чого завершив виступи на футбольних полях. До 2015 року футболіст грав у складі низки аматорських команд Київської області, після чого остаточно завершив виступи на футбольних полях.

## Виступи за збірну
У 2001 році Олександр Антоненко включений до складу студентської збірної України для участі в літній Універсіаді. У складі збірної Антоненко став срібним призером Універсіади, за що разом з іншими гравцями збірної отримав звання майстра спорту міжнародного класу.

## Тренерська кар'єра
У 2014 році Олександр Антоненко став одним із тренерів команди «Оболонь-Бровар-2». У 2016 році він паралельно був призначений асистентом головного тренера головної команди клубу «Оболонь-Бровар». На початку 2020 року Олександр Антоненко став головним тренером дочірньої команди клубу «Оболонь-Бровар-2». У травні 2021 року Антоненко паралельно став асистентом головного тренера «Оболоні» Валерія Іващенка.